# غاري بوروديل
غاري بوروديل (بالإنجليزية: Gary Borrowdale)‏ (16 يوليو 1985 بلندن في المملكة المتحدة - ) هو لاعب كرة قدم بريطاني في مركز الدفاع. شارك مع منتخب إنجلترا تحت 16 سنة لكرة القدم ومنتخب إنجلترا تحت 17 سنة لكرة القدم ومنتخب إنجلترا تحت 18 سنة لكرة القدم ومنتخب إنجلترا تحت 19 سنة لكرة القدم ومنتخب إنجلترا تحت 20 سنة لكرة القدم. أما مع النوادي، فقد لعب مع برايتون أند هوف ألبيون وتشارلتون أثلتيك وتونبريدج أنغلز وكريستال بالاس وكوفنتري سيتي وكولتشستر يونايتد وكوينز بارك رينجرز ونادي بارنت ونادي غيلينغهام ونادي مارغيت ونادي كارلايل يونايتد وCarrick Rangers F.C. ‏.

## وصلات خارجية
- غاري بوروديل على موقع قاعدة بيانات كرة القدم.إي يو (الإنجليزية)
- غاري بوروديل على موقع Soccerbase.com (لاعب) (الإنجليزية)
- غاري بوروديل على موقع Soccerway.com (الإنجليزية)
- غاري بوروديل على موقع عالم كرة القدم.نت (الإنجليزية)